# Moisés de Corene
Moisés de Corene (armenio Մովսէս Խորենացի Movsēs Xorenac‘i, Movses Khorenats'i) (V) es considerado tradicionalmente como el autor de la historia medieval armenia más significativa. Se le da crédito por ser la fuente historiográfica más antigua sobre Armenia, aunque también es conocido por su trabajo como poeta, escritor de himnos, y contribuciones en la gramática.

## Obras
Las siguientes obras son atribuidas a Moisés: 
- Historia de Armenia
- Tratado sobre retórica
- Tratado sobre geografía
- Carta sobre la asunción de la virgen María
- Homilía sobre la transfiguración de Cristo
- Oración sobre Hripsime, una virgen y mártir armenia
- Himnos utilizados en el culto de la Iglesia Armenia
- Comentarios on the Armenian Grammarians
- Explicaciones sobre los oficios religiosos en armenio
- Geografía ("Ashxaracuyc") - una descripción del mundo con mapas (Posteriormente la "Geografía" de Moisés fue editada y renovada por Anania Shirakatsiun científico armenio del siglo VII y otros geógrafos medievales de Armenia)

### Historia
Moisés es considerado el "padre de la historia de Armenia" (patmahayr). Se desconoce en forma certera si la obra tal como ha llegado hasta nuestros días en realidad es obra de él, y por lo menos algunas de sus partes parecen provenir de alguna época posterior al siglo VII. Abarca desde la formación del pueblo armenio hasta el siglo V.